# Minnesota Department of Public Safety

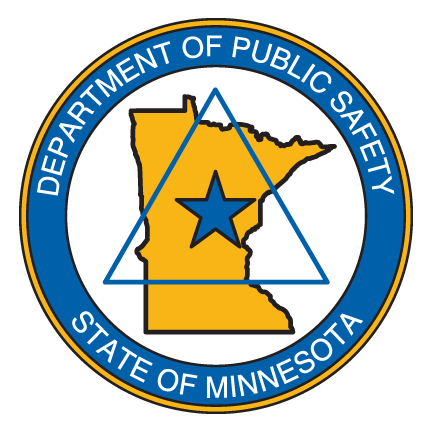
Logo du Minnesota Department of Public Safety.

L'État du  Minnesota (États-Unis) dispose d'un département de la sécurité publique : le Minnesota Department of Public Safety. Créé en 1969, il est dirigé par un Commissaire (Mme Mona Dohman depuis 2011) nommé par le Gouverneur du Minnesota.

## Missions
Le Minnesota Department of Public Safety chapeaute la police d'État et les services de sécurité civile (pompiers, aide médicale urgente, secours, inspections de sécurité, etc.).

## Divisions du Minnesota DPS
Ce DPS comprend les  principales divisions spécialisées suivantes :
- Commissioner's Office (état-major et bureau du Commissaire
- Alcohol and Gambling Enforcement (alcool et jeux)
- Bureau of Criminal Apprehension (recherche/arrestation des criminels en fuites)
- Driver and Vehicle Services (services des véhicules motorisés)
- Fiscal and Administrative Services
- Homeland Security and Emergency Management (lutte antiterroristes  et cellule de crises)
- Human Resources (service du personnel)
- Office of Communications
- Office of Justice Programs (mise en œuvre  de la politique judiciaire de cet état)
- Office of Pipeline Safety (sécurisation des oléoducs)
- Office of Traffic Safety (sécurité routière)
- Minnesota State Fire Marshal
- Minnesota State Patrol (police autoroutière du Minnesota)

## Source
- Site du Minnesota DPS